# 장윤필
장윤필(張允弼, 1916년 7월 10일~1985년 12월 9일)은 조선민주주의인민공화국의 정치인이다.

## 생애
1916년 7월 10일에 태어난 그는 1946년 정치보위부 위원이 되었고, 6.25 전쟁 중에는 평안남도 인민위원회 부위원장에 임명되었다. 전쟁이 끝난 뒤인 1956년 6월 평안남도 인민위원회 위원장으로 임명되었으며, 1957년 8월 최고인민회의 제2기 제1차 회의에서 최고인민회의 제2기 대의원 과 예산심의위원회 위원으로 선출되었다.
1961년 7월에 황해남도 인민위원장으로 임명되었으며, 1961년 9월 제4차 당대회에서 제4기 중앙위원회 후보위원으로 선출되었다. 1962년 10월 최고인민회의 제3기 예산심의위원회 대의원 겸 위원으로 재선되었으며, 1971년 10월에 박문규 장례위원, 1972년 12월 리경석 장례위원을 역임했다. 1972년 총선에서 그는 최고인민회의 제5기 대의원에 당선되었다. 1982년 1월 에는 최고인민회의 제7기 대의원과 예산심의위원회 위원으로 재선되었으며, 1985년 4월 13일, 광복 40주년을 맞아 김일성 훈장을 받았다.

## 참고 자료
- Suh, Dae-sook (1981). 《Korean Communism 1945–1980: A Reference Guide to the Political System》 1판. University Press of Hawaii. ISBN 0-8248-0740-5.